# Simon Stålenhag
Simon Stålenhag est un artiste, musicien et designer suédois, né le 20 janvier 1984. Il est spécialiste dans les images numériques rétro-futuristes centrées sur des environnements historiques de la campagne suédoise nostalgique. Les illustrations de son œuvre d'art ont servi de base à la série télévisée de science-fiction Tales from the Loop, diffusée par Prime Video en 2020.

## Biographie
Simon Stålenhag naît le 20 janvier 1984, en Suède. Il grandit dans le milieu rural, non loin de Stockholm. Très jeune, il commence à faire des illustrations sur des paysages locaux. Il a été inspiré par de différents artistes, surtout Lars Jonsson. Il fait des expériences sur les œuvres d'art, après avoir découvert des artistes conceptuels tels que Ralph McQuarrie et Syd Mead. Au début, cet ensemble d'œuvres est réalisé en tant que projet parallèle, sans aucune planification derrière lui. Thématiquement, ses œuvres conjuguent souvent son enfance ayant pour thèmes des films de science-fiction, suivant des paysages suédois stéréotypé avec goût du néo-futurisme,.
 (8 décembre 2021).

## Adaptations
- 2020 : Tales from the Loop, série américaine transposant l'univers de Stålenhag en Ohio
- 2024 : The Electric State, film américain d'Anthony et Joe Russo, d'après Passagen